# ريتشارد ويلسون (كاتب)
ريتشارد ويلسون (بالإنجليزية: Richard Wilson)‏ (و. 1920 – 1987 م) هو كاتب، وروائي، وكاتب خيال علمي، من الولايات المتحدة الأمريكية، ولد في هونتينغتون ستاشن، نيويورك، توفي عن عمر يناهز 67 عاماً.

## جوائز
حصل على جوائز منها:
- جائزة نيبولا.